# Sisitía
La sisitía (en griego antiguo, ἡ συσσιτία he syssitía ‘comida en común’) eran, en la Antigua Grecia, comidas colectivas de hombres y de jóvenes de un grupo social o religioso, especialmente en Creta y en Esparta, pero también en otras partes de Grecia, como Atenas  y Mégara.
Los banquetes evocados por Homero se relacionan con esta tradición. Se han encontrado huellas de comidas semejantes tanto en Cartago como en Roma.

## En Esparta
En Esparta, donde el sistema era el más evolucionado, eran llamadas también «fiditías»  (φειδίτια pheiditia, de ἔδω edô, comer), que significa la gente de la cuota, es decir, los convivios de una comida en la que cada uno aporta su cuota. Jenofonte transforma el término en philítion («comida de la amistad»). Asimismo recibía el nombre de syskenía («comida en común»).
Se trataba de un banquete cotidiano y obligatorio, comparable al «comedor de oficiales y suboficiales» de los militares. Consistía en una comida comunitaria que diariamente, siempre al anochecer, reunía a los hómoioi o espartiatas de pleno derecho con el objetivo de estrechar y reforzar los lazos de unión que posibilitaban su predominio político. En la Época Arcaica (por ejemplo en Alcman), el ritual llevaba también el nombre del griego antiguo ὰνδρεῖα, andreîa, literalmente «que pertenece al varón». Según Heródoto, fue Licurgo quien instituyó la sisitía.
La participación en las sisitías era, como la educación espartana, obligatoria para formar parte de los Homoioi, los Iguales o espartiatas. Atañía, en consecuencia, tanto a la solidaridad como a la exclusión de la ciudadanía. En estas comidas se reunían los mismos ciudadanos que tomaban parte en la Apella, además de los efebos en estadio final de la agogé, que eran los que tomaban las decisiones políticas. Perseo de Citio se refiere al syssítion (comedor) como «pequeño gobierno».
El espartiata era admitido en una sisitía a partir de los 20 años de edad, después de un ritual descrito por Plutarco: el joven debe ser admitido por unanimidad por sus futuros camaradas. El voto se realizaba mediante bolitas de pan metidas en una urna, las aplastadas significaban voto en contra. Cabía la posibilidad de que el joven fuera presentado por su erastés, es decir, el de más edad en una relación pederástica.
Los adolescentes (efebos) comían y dormían juntos. Eran unas agrupaciones, llamadas ἀγέλαι (rebaños), dirigidas por adultos, que los educaban como soldados y ciudadanos capaces. Esta educación conjunta era la agogé.
Cada convivio debía aportar a la olla común una cuarta parte mensual, el φιδίτης phiditês, cuya composición conocemos por Dicearco (nombrado por Ateneo) y Plutarco (ibid., 12): 77 l de cebada, 39 l de vino, 3 kg de queso, 1,5 kg de higos y 10 óbolos eginetas, que servían para comprar la comida. Ésta servía para confeccionar el plato principal, el caldo negro (μέλας ζωμός, melas zômos), cuyos ingredientes conocemos por Ateneo: cerdo, sal, vinagre y sangre.
El kleros, porción de tierra concedida a cada espartano y cultivada por los hilotas, debía permitir a cada ciudadano pagar su escote. Si se revelaba incapaz de ello, era excluido de la sisitía.
El número de convivios por sisitía permanece vago. Plutarco indica en su Vida de Licurgo que la sisitía reunía a una quincena de personas, y explica en su obra, Vida de Agis, que el rey quería repartir a los 4500 ciudadanos en 15 fiditias de 400 o 200 miembros, es decir, 7 fiditias de 200, 7 de 400 y 300 hippeis (caballeros).
El comediógrafo Antífanes se burla de las sisitías en su obra El arconte.

## En Creta
En Creta se llamaba andría (ἀνδρεῖα, andreîa); y no se trataba de una asociación de todos los ciudadanos, sino que los hombres convivían en heterías, que disponían de su propio andreion, (ἀνδρεῖον) la «sala de los varones». Cada ciudadano contribuía en los gastos de las comidas en común, contribuyendo de manera proporcional a su renta, cada una daba una décima parte de su cosecha) y la polis pagaba el resto. Los pobres que no podían pagar su parte no eran degradados cívicamente ni apartados de la ciudadanía, la pagaban los ricos y, de forma subsidiaria el Estado. Según Massimo Nafissi, no era sufragada por los ciudadanos individualmente, sino con fondos públicos.